# Liste der deutschen Botschafter in Nordmazedonien
Die Liste der deutschen Botschafter in Nordmazedonien enthält alle Botschafter der Bundesrepublik Deutschland in der Republik Nordmazedonien. Sitz der Botschaft ist in Skopje.
| Name                | Amtszeit  |
| ------------------- | --------- |
| Hans-Lothar Steppan | 1994–1996 |
| Klaus Schrameyer    | 1996–1999 |
| Werner Burkart      | 1999–2002 |
| Irene Hinrichsen    | 2002–2005 |
| Ralf Andreas Breth  | 2005–2008 |
| Ulrike Maria Knotz  | 2008–2011 |
| Gudrun Steinacker   | 2011–2014 |
| Christine Althauser | 2014–2017 |
| Thomas Gerberich    | 2017–2020 |
| Anke Holstein       | 2020–2023 |
| Petra Drexler       | seit 2023 |